# 科爾尼伊夫
50°50′6″N 31°6′52″E / 50.83500°N 31.11444°E
科爾尼伊夫（烏克蘭語：Корніїв），是烏克蘭北部的村莊，隸屬切爾尼希夫州的切爾尼希夫區。該村始建於1600年，面積0.58平方公里，海拔高度112米，2001年人口123，人口密度每平方公里213.9人。